# Гай Виселлий Варрон
Гай Висе́ллий Варро́н (лат. Gaius Visellius Varro; умер после 21 года) — древнеримский государственный и политический деятель из плебейского рода Виселлиев, консул-суффект 12 года.

## Биография
Виселлий происходил из всаднического сословия; упоминаемый Марком Туллием Цицероном его родственник, Гай Виселлий Варрон Акулеон, вершиной гражданской карьеры которого в неустановленном году был эдилитет, по всей видимости, приходился Гаю дедом.
В 12 году Гай занимал должность консула-суффекта. В 21 году он находился на посту легата-пропретора Нижней Германии и отправлял войска на подавление галльского восстания Юлия Флора и Юлия Сакровира.

## Потомки
От брака с неизвестной имел, по крайней мере, двух сыновей. Имя старшего из них (предположительно, носившего отцовский преномен) в античных источниках не фигурирует вовсе, а младший, Луций, стал в 24 году ординарным консулом.